# Hubert Grouès
Hubert Grouès, né le 2 juillet 1948 à Lyon 6e ,, est un homme d’affaires. Diplômé d’HEC et de l’INSEAD. En 1992, il devient président-directeur général (PDG) de la société agroalimentaire Tipiak poste qu'il occupait encore en juillet 2010 ,.
Hubert Grouès est le fils de Pierre Grouès, ingénieur de l'École centrale de Paris, le plus jeune des frères de l'abbé Pierre, et de Marie-Thérèse Rodet.
Neveu de l'abbé Pierre, Hubert Grouès avait participé en 1972 à l'aide humanitaire au Bangladesh, puis, en 1973 à la fondation de l’association Artisans du monde.

## Sources, notes et références
1. ↑  Who’s Who in France : Dictionnaire biographique de personnalités françaises vivant en France et à l’étranger, et de personnalités étrangères résidant en France, 42e édition pour 2011 éditée en 2010, 2270 p., 31 cm  (ISBN 978-2-85784-051-0), notice « Grouès, Hubert ».
2. 1 2  « Ils sont nés un 2 juillet », Les Échos,‎ 2 juillet 2010
3. 1 2  « Hubert Grouès », Les Echos,‎ 14 mars 2007 (lire en ligne, consulté le 8 octobre 2011)
4. ↑  Les Échos, 14 mars 2007
5. ↑  Le Mémorial de Lyon en 1793 : vie, mort et famille des victimes lyonnaises de la Révolution, tome 4, Lyon, Éditions lyonnaises d'art et d'histoire, 1988 (descendance de Michel Pitiot, chirurgien de l'Hôtel-Dieu de Lyon, fusillé aux Brotteaux le 14 nivôse an II).
6. ↑  « Emmaüs international », Archives nationales du monde du travail (consulté le 13 octobre 2011)
7. ↑   Fédération Artisans du Monde, É-Changeons le monde,  1999, p.130